# Veit Harlan
Veit Harlan (Berlino, 22 settembre 1899 – Capri, 13 aprile 1964) è stato un regista cinematografico e attore tedesco.

## Biografia
Dopo aver studiato sotto la guida di Max Reinhardt, fece la sua prima apparizione sulle scene nel 1915 e, dopo la prima guerra mondiale, si trasferì per lavoro a Berlino. Nel 1922 sposò l'attrice e cantante di cabaret ebrea Dora Gerson; la coppia divorziò nel 1924. L'ex moglie in seguito scomparirà ad Auschwitz, insieme alla propria famiglia. 
Nel 1929 sposò l'attrice austriaca Hilde Körber, con la quale ebbe tre figli - tra i quali Thomas Harlan -  ma divorziò di nuovo, per motivi politici correlati all'influenza che ebbe su di lui il nazionalsocialismo. In terze nozze sposò l'attrice svedese Kristina Söderbaum, per la quale concepì numerosi ruoli, contribuendo ad aumentarne la popolarità.
Nel corso della prima metà degli anni '30 Harlan interpretò vari ruoli in film di Ucicky ed altri noti cineasti tedeschi, e a partire dal 1935 si dedicò esclusivamente alla regia cinematografica, spesso con opere antisemite che ricevettero larghi elogi da Joseph Goebbels e lo fecero conoscere anche all'estero. Il suo film ideologicamente più noto fu Süss l'ebreo, realizzato in Germania e Austria e tra i maggiori sforzi di propaganda cinematografica del III Reich. Nel 1943 ricevette i premi più importanti assegnati dall'UFA. Secondo il critico cinematografico Karsten Witte, che soprannominò Harlan «il fascista barocco», Harlan «realizzò i più fragorosi, colorati e costosi film della storia del Terzo Reich».

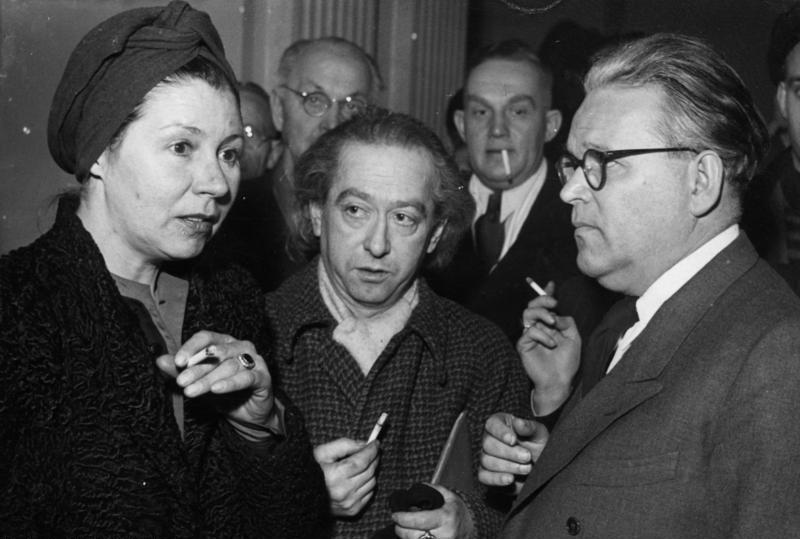
Veit Harlan (a destra) con la vedova di Ferdinand Marian durante il processo ad Harlan del 1948

Al termine della guerra Harlan fu accusato di aver fatto parte attiva del movimento antisemita e di collaborazionismo con i nazisti; il regista riuscì tuttavia a difendersi con successo, sostenendo che i suoi superiori avevano pesantemente interferito nel suo lavoro.
Nel 1951 Harlan citò in giudizio, a sua volta, il politico amburghese Erich Lüth per aver pubblicamente promosso il boicottaggio di un film da lui realizzato dopo la fine della guerra. Harlan vinse in primo grado la causa, ma la Corte costituzionale federale tedesca ribaltò la decisione sostenendo che il regista avesse violato la libertà di espressione di Lüth. 
Harlan morì nel 1964, mentre si trovava in vacanza con la moglie nell'isola di Capri.

## Discendenza
Suo figlio Thomas Harlan (1929-2010), nato dal matrimonio con Hilde Körber, fu uno scrittore e cineasta di sinistra molto impegnato politicamente. Collaborò con l'editore italiano Giangiacomo Feltrinelli, si unì a Lotta Continua e fece parte del movimento di resistenza contro il dittatore cileno Augusto Pinochet. Fu amico di Klaus Kinski con il quale, nel 1952, aveva fatto un viaggio in Israele. Durante la rivoluzione dei garofani portoghese che cancellò la dittatura di Salazar, Harlan girò il documentario Torre Bela, presentato sia al Festival di Cannes sia alla Mostra del cinema di Venezia, oltre che ad altri festival.
Nel 1958, la nipote di Harlan, Christiane Susanne Harlan, sposò il regista Stanley Kubrick, che era di origine ebraica. Compare come attrice con il nome di "Susanne Christian" in Orizzonti di gloria, durante le cui riprese aveva incontrato il celebre artista.

## Filmografia

### Regista
- La Pompadour, regia di Willy Schmidt-Gentner - co-regista non accreditato (1935)
- Krach im Hinterhaus (1935)
- Kater Lampe (1936)
- Der müde Theodor (1936)
- Come hai potuto, Veronica? (1936)
- Maria, die Magd (1936)
- La sonata a Kreutzer (Die Kreutzersonate) (1937)
- Ingratitudine (Der Herrscher) (1937)
- Mein Sohn, der Herr Minister (1937)
- Giovinezza (1938)
- La peste di Parigi (Verwehte Spuren) (1938)
- L'accusato di Norimberga (1939)
- Verso l'amore (1939)
- Süss l'ebreo (Jud Süß) (1940)
- Pedro soll hängen (1941)
- Il grande re (Der grosse König) (1942)
- La città d'oro (Die goldene Stadt) (1942)
- Il perduto amore (Immensee) (1943)
- La prigioniera del destino (1944)
- La cittadella degli eroi (Kolberg), co-regia (non accreditato) Wolfgang Liebeneiner (1945)
- La dinastia indomabile (1951)
- Hanna Amon (1951)
- Die blaue Stunde (1953)
- Sterne über Colombo (1953)
- La prigioniera del maharajah (1954)
- Berlino-Tokyo operazione spionaggio (1955)
- Processo a porte chiuse (Anders als du und ich (§ 175)) (1957)
- Es war die erste Liebe (non accreditato) (1958)
- Quando l'amore è veleno (1958)
- Ich werde dich auf Händen tragen (1958)
- Die blonde Frau des Maharadscha (1962)
- 30. Januar 1945 (1965)

### Attore
- Revolte im Erziehungshaus, regia di Georg Asagaroff (1930)
- Hilfe! Überfall!, regia di Johannes Meyer (1931)
- Der Choral von Leuthen, regia di Carl Froelich e Arzén von Cserépy (1933)
- I fuggiaschi, regia di Gustav Ucicky (1933)
- Paganini (Gern hab' ich die Frau'n geküßt), regia di E.W. Emo (1934)